# 제3차 콘스탄티노폴리스 공의회

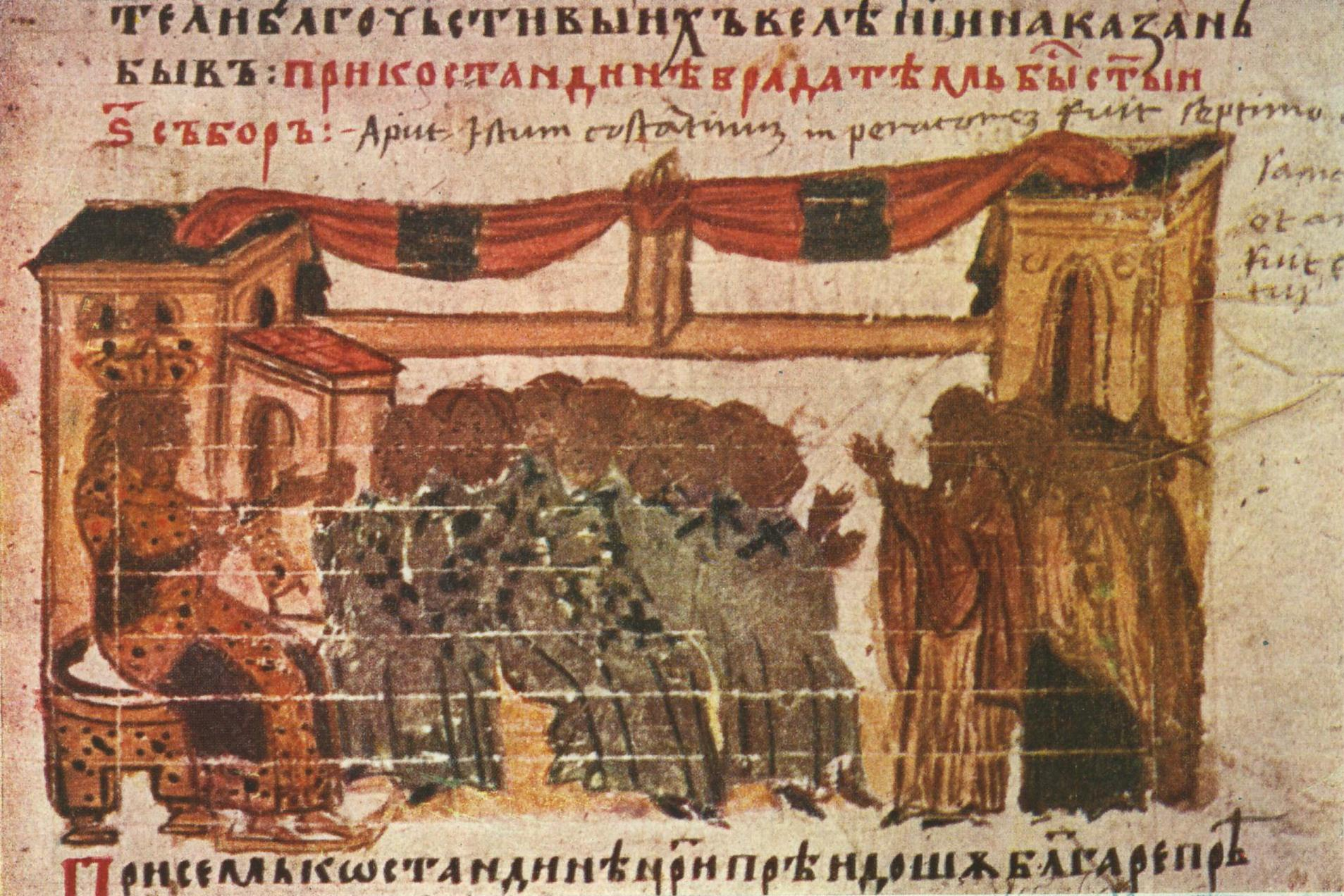
여섯번째 공의회를 표현한 그림.

제3차 콘스탄티노폴리스 공의회는 680년 콘스탄티노폴리스(현재 터키의 이스탄불)에서 열린 그리스도교의 여섯 번째 공의회이다. 동방 정교회와 가톨릭 교회뿐만 아니라 일부 다른 서양 교회들에 의해 제6차 공의회로 계수되었으며, 680/681년에 만나 단성론과 단의론을 이단으로 규탄하고 예수 그리스도를 신성과 인성, 두 개의 의지를 가진 것으로 정의했다.